# Żyszczenci
Żyszczenci (ukr. Жищенці) – przystanek kolejowy w pobliżu miejscowości Żyszczynci, w rejonie chmielnickim, w obwodzie chmielnickim, na Ukrainie. Położony jest na linii Jarmolińce – Husiatyn.
W okresie międzywojennym istniała tu mijanka.